# Ugler i mosen
Ugler i mosen er en talemåde som bruges, når der sker noget mistænkeligt.
Udtrykket er en forvanskning af det jyske "der er uller i mosen", som henviste til ulve. Talemåden spredtes til København med jyske studeprangere, som benyttede den om tvivlsomme handler. På øerne fandtes der ikke ulve mere, men i Nørrejylland var de stadigvæk talrige. 
Efter at ulven i en periode var udryddet, blev udtrykket om konspiration og skjulte farer overtaget af et (for mennesket) knapt så farligt dyr, uglen. Samme fænomén findes i ordet "ugleset", som oprindelig kommer af "ulveset", når nogen havde set på én med "onde øjne".  Ordet "ulveset" er også kendt fra latin, hvor det blev brugt af Plinius og Vergil. 
En anden teori går ud på, at udtrykket "uller" eller "ugler" blev brugt for ikke at friste skæbnen ved at bruge tabuordet ulv. [kilde mangler]

## Trivia
- Der er ugler i mosen (1974 fra svensk Det är ugglor i mossen) er den danske titel på en kriminalroman af Maria Lang.
- Kugler i mosen (1976) er den danske titel på Donald E. Westlakes humoristiske krimi Bank Shot (1972).

## Fodnoter
1. ↑  Den nordiske verden 1 (s. 69), Gyldendal 1992, ISBN 87-01-79030-7
2. ↑  Berlingske.dk: Spørg om sprog – Ugler i mosen (tirsdag den 4. december 2007)
3. ↑  "Udtrykket er så gammelt, at de ærværdige romere som Plinius og Virgil brugte udtrykket," hentet fra: http://www.dr.dk/nyheder/kultur/hvorfor-taler-man-om-ugler-i-mosen